# 空の鏡
『空の鏡』（そらのかがみ）は、松たか子の1枚目のオリジナルアルバム。1997年6月28日発売。

## 概要
女優松たか子のデビュー･アルバム。デビューシングル「明日、春が来たら 」、セカンドシングル「I STAND ALONE」、そして松竹配給のアニメーション映画「ジャングル大帝」のイメージソングとなったサードシングル「WIND SONG」のアルバムバージョンを収録。
サウンドプロデュースは日向大介・総合的なコンセプトの統括は永山耕三が担当。
「ロングバケーション」での松のピアノの腕、永山・日向の提示した世界観を上手に演じ切った松の演技力に驚いた永山が、撮影終了後の打ち上げの際にミュージシャン活動を勧めた。
アルバムタイトルは松が本作に収録されている同曲の最後の詞から閃き、「空が自分を写す鏡の様に思えて、今の松自身がそのまま映っている」「離れてしまった2人だけど、見ている空は同じ」「自分がどういう状態の時でも、空はいつも変わらず自分を見下ろしている」という意味合いを持たせた。
永山は松がベーシックな音楽的素質があることを見て、「バンドがセッションするような感じで作ろう。それが彼女にもプラスになるだろう」と方針を固めた。
松は曲について「今いっぱいかかっている様な、速いテンポの曲はとてもついていけない。懐かしく、優しい、ゆったりしたメロディが好きなので、そういうのが歌いたい」と注文し、歌い方は「上手く歌うのではなく、自分自身が気持ち良く、楽しく感じたままを歌えたらいいな」と思いながら挑んだ。事前にアルバム用の楽曲を既に制作していた日向は、松と「どんな音楽を聴くのか」と簡単なディスカッションをした後、実際に歌録りが行われる際に「歌いやすいようにボーカルのメロディそのものを多少変えてもいいよ」と言い、色々な松の意見を採用した。
永山は「3～4年したら彼女は自分でセルフプロデュースしたアルバムを出しているでしょう。そうなった時に邪魔にならないような1stアルバムを作れた」と振り返っている。
岩井俊二が「I STAND ALONE」「Hello goodbye」「からいかれ」の監督を務めた「film 空の鏡」が発売された。
なお、本作は表記はないがHDCD仕様となっている。

## 収録曲
| 全編曲: 日向大介。 |                                                  |              |                     |      |
| #                  | タイトル                                         | 作詞         | 作曲                | 時間 |
| 1.                 | 「Introduction〜ガールフレンド」(演奏：松たか子) |              | 日向大介            | 0:30 |
| 2.                 | 「Hello goodbye」                                | 坂元裕二     | 日向大介            | 3:48 |
| 3.                 | 「I STAND ALONE」                                | 松たか子     | 日向大介            | 3:59 |
| 4.                 | 「lovesick」                                     | 前田たかひろ | 日向大介、BUD RIZZO | 3:29 |
| 5.                 | 「空の鏡」                                       | 坂元裕二     | 日向大介            | 4:46 |
| 6.                 | 「After the rain」                               | 坂元裕二     | 日向大介            | 3:24 |
| 7.                 | 「ずっと…いようよ」                              | 松たか子     | 日向大介            | 4:57 |
| 8.                 | 「a piano piece for Carol」(演奏：松たか子)      |              | 日向大介            | 2:31 |
| 9.                 | 「東京バード」                                   | 坂元裕二     | 日向大介            | 3:52 |
| 10.                | 「からいかれ」                                   | 前田たかひろ | 日向大介、BUD RIZZO | 4:11 |
| 11.                | 「明日、春が来たら」                             | 坂元裕二     | 日向大介            | 4:20 |
| 12.                | 「WIND SONG 〜Album Version〜」                  | 坂元裕二     | 日向大介            | 4:32 |
| 13.                | 「Girlfriend〜Angels of our time」               | 坂元裕二     | 日向大介            | 4:32 |

### 楽曲解説
- Introduction〜ガールフレンド
  - 永山の「アルバム全体のトーンを披露する」[8]「リラックスしたのんびりとした気分で始まった方がいい」[4]というテーマの元に制作された。
- Hello goodbye
  - 永山は「ウェストコースト・ロックをポップに作る」ことを目標にした[4]。
  - 日向は「ロサンゼルスの今の音楽」をコンセプトに制作し、坂本に「夏の終わりの恋の歌」「振られる展開」をテーマに歌詞をオファーした[8]。
  - アルバムの中で最初に出来上がり、松はレコーディングが始まる前から終わる直前まで、仕事が入っていない時間でも歌っていた程の愛着を抱いた[8]。
- 空の鏡
  - 「本業が女優である松が、鏡に映る度に入れ替わる『空の鏡』」と「心を移す鏡」のダブルミーニングを永山が思いついた[9]。
  - 永山は「けっこう大人っぽい女の子の歌」と語っている[4]。
  - 永山は「聞けば聞くほどいい曲。一番喉がうまく開いた状態の時に歌えたため、ボーカルが非常に良い」と出来に満足している[4]。
- After the rain
  - 仮タイトルは「カッパ」だった[9]。
  - 永山は「のんびりとした気持ちになれる曲」「非常に軽やかな軽い曲」を注文した[4]。
- a piano piece for Carol
  - ネーミングはキャロル・キングを意識している[9]。
  - 最初はバラードのボーカル曲として制作したが、歌うには非常に難しいメロディになったので、松がピアノを弾くことになった[9]。その際に永山は「『ロングバケーション』の『Close to You ~ Sena's Piano II』と同じ感覚で弾いてほしい」と注文した[4]。
  - 10テイクかけて松が試行錯誤しながら録ったため、実質編曲は松[9]。
  - 日向が口づてでメロディを教えたが、譜面がなかったので、勢いで録った[9]。
- 東京バード
  - 永山の「マイナーじゃないバラードを1曲やりたい」という意向で制作された[4]。
  - 「鳥の目線で街を見て、色んなことを思い出している」[4]「後楽園ゆうえんちの観覧車に乗って、東京の街を俯瞰で見てる」[10]イメージで制作した[10]。
- からいかれ
  - アルバムで最後にできた曲[10]。
  - 永山は「普通の女の子がちょっと強がってる感じで」と注文した[4]。
  - 詞は「女の子が彼氏の家に行ってカレーを作る」がテーマ[10]。
  - 日向が「仮歌の時に冗談で入れた『カレーライス』という単語が妙にハマったので、できればこの単語を活かしてほしい」と前田にオファーを出した。ここから、「辛口の彼」「辛いカレーライス」をかけて「からいかれ」とタイトルを決めた。本番のレコーディングの直前に、ディレクターの要請で急遽最後のメロディに「カレーライスのレシピ」を意識した歌詞を描いた[11]。
  - PVは「エプロン姿の松が、歌の内容に合わせてカレーを作る」展開になっている[7]。
- WIND SONG 〜Album Version〜
  - アルバムの方向性と唯一コンセプトが違う派手さのある曲[10]。
- Girlfriend〜Angels of our time
  - 「WIND SONG」が派手過ぎたので、「アルバムの最初に戻る」という意味で最後の曲にした[10]。
  - 歌詞は「高校時代の女友達が集まってきて、酒を飲みながら昔のバカな話をする」がテーマ[10]。
  - 松は「『Introduction〜ガールフレンド』で『ラララ』で歌った同じメロディを改めてまとめた」と称している[10]。

## 参加ミュージシャン
- 日向大介 - ミキシング、レコーディング・エンジニア、キーボード、プログラミング、マニピュレーター
- バド・リッゾ - レコーディング・エンジニア、ギター、ベース、プログラミング、ダイアローグ
- 秋葉淳 - レコーディング・エンジニア、テクニシャンアシスタント
- Jimi Paxson - ドラムス
- Natalie Burks - コーラス
- 反町信之助 - アコースティック・ギター (#5,10)
- ラファエル・パディラ - パーカッション
- ランディ・ウォルドマン - ストリングスアレンジ、ホーンアレンジ (#12)
- マイク・ポーカロ - ベース (#12)